# Lugares povoados da Estônia

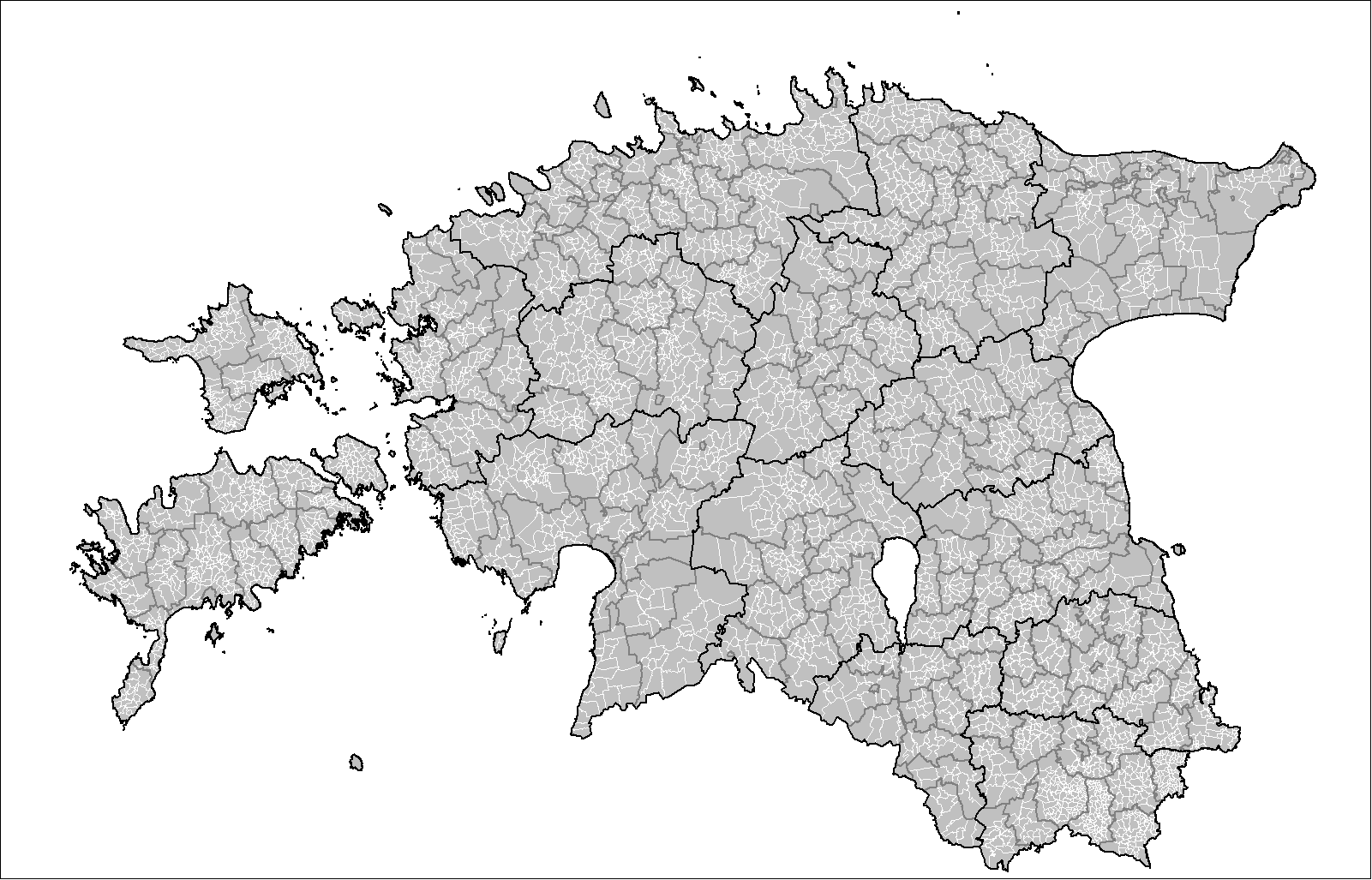
Lugares povoados da Estônia

Lugares povoados da Estônia (Estoniano: asula ou asustusüksus) são povoados ou unidades territoriais dentro de um município. Lugares povoados não têm funções administrativas. Um grupo de lugares povoados forma um município rural (plural vallad, singular vald) com administração local. A maioria das cidades é constituída de municípios urbanos (cidades) separados, enquanto que alguns estão unidos com outros municípios rurais próximos.
Oficialmente existem quatro tipos de lugares povoados na Estônia:
- cidade (estoniano: plural linnad, singular linn)
- borough (estoniano: plural alevid, singular alev)
- pequenos boroughs (estoniano: plural alevikud, singular alevik)
- vilas (estoniano: plural külad, singular küla)

Em 1 de novembro de 2002, havia na Estônia 47 cidades, 9 boroughs, 173 pequenos boroughs e 4.430 vilas.